# 考古人類學刊
《考古人類學刊》是國立臺灣大學人類學系發行的學術期刊，創刊於1953年，每半年發行一期。為臺灣考古人類學界指標性期刊，並被中華民國科技部收錄為TSSCI期刊。

## 歷史
創刊於1953年。舊名為《國立臺灣大學考古人類學刊》，於2007年6月起更為現名。舊版封面封底全綠，新版為綠底配上白色寬面線條。

## 內容
文章分為六種：研究論文、研究紀要、書評論文、書評、田野報告、以及譯稿。

## 外部連結
- 官方网站